# Martin Hirche
Martin Hirche (* 10. Oktober 1922 in Penzig; † 8. Dezember 1986 in Köln) war ein deutscher Fußballspieler. Der Defensivspieler hat beim 1. FC Köln von 1950 bis 1958 in der damals erstklassigen Fußball-Oberliga West 179 Ligaspiele (3 Tore) absolviert und gewann mit dem FC 1954 die Westdeutsche Meisterschaft.

## Laufbahn

### Kindheit, 2. Weltkrieg und Neuanfang
Der im damaligen Südwesten von Polen großgewordene Hirche musste als Soldat am Feldzug in Italien teilnehmen und wurde durch die Kriegswirren schließlich nach Unkel am Rhein verschlagen, wo er auch seine spätere Ehefrau kennenlernte. Nach Ende des Krieges begann er 1946 beim SV Unkel 1910 mit dem vereinsmäßigen Fußball, ehe er 1948 zum SC West Köln wechselte. Der SC West war einer der leistungsmäßig führenden Vereine im Rheinbezirk und lieferte sich 1948/49 einen Zweikampf mit dem 1. FC Köln um die Staffelmeisterschaft. Am Rundenende belegte der SC West mit dem neuen Defensivspieler hinter dem FC den 2. Rang und war damit für die ab 1949/50 eingeführte 2. Liga West qualifiziert. Im Debütjahr der 2. Liga West, 1949/50, belegte Hirche mit seiner Mannschaft den 7. Rang und hatte in 20 Ligaeinsätzen elf Tore erzielt. Er bekam vom 1. FC Köln einen Vertrag für die Runde 1950/51 und wechselte damit in die erstklassige Oberliga West ins Vertragsspielerlager.

### 1. FC Köln, 1950 bis 1958
Der Modellathlet, er war von großer, kräftiger Statur, entwickelte sich zu einem der wertvollsten und wichtigsten Akteure der 1950er Jahre für die „Geißbockelf“.
Über Jahre hinweg war Martin Hirche in der Oberliga West Stammspieler beim 1. FC Köln. Hirche debütierte unter Spielertrainer Hennes Weisweiler am Rundenstarttag, den 27. August 1950, bei einem 2:0-Heimerfolg gegen Hamborn 07 in der Oberliga West. Von Beginn an setzte Weisweiler auf die Defensivformation um Torhüter Frans de Munck, dem Verteidigerpaar Stefan Langen/Hans Graf und der Läuferreihe mit Walter Nußbaum, Weisweiler und Hirche. Am Rundenende hatte die FC-Defensive mit 31 Gegentoren die beste Abwehrbilanz der Oberliga West in der Runde 1950/51 aufzuweisen und Neuzugang Hirche hatte alle 30 Ligaspiele für den FC bestritten. Da auch der weitere Neuzugang von FC Germania Zündorf, der überaus spielstarke Jupp Röhrig, voll die in ihn gesetzten Erwartungen erfüllte, gehörte auch die FC-Offensive zu den gefährlichsten im Westen. Der FC belegte in der Schlusstabelle den vierten Rang.
Nach den ersten zwei Jahren mit Spielertrainer Weisweiler gab es die nächsten drei Runden jeweils neue Trainer für Hirche und seine Mannschaftskameraden: 1952/53 wurde der FC unter Helmut Schneider Vizemeister im Westen, 1953/54 glückte unter Trainer Karl Winkler sogar der Meisterschaftserfolg, ehe es 1954/55 mit Kurt Baluses auf den 7. Rang zurückging. Als unter Winkler der Titelgewinn im Westen glückte war sogar das Double möglich: Das Pokalfinale verlor der FC aber am 17. April 1954 in Ludwigshafen mit 0:1 nach Verlängerung gegen den VfB Stuttgart. Hierbei spielte aber Herbert Dörner für Hirche, welcher noch im Halbfinalspiel gegen den Hamburger SV (3:1 n. V.) als linker Außenläufer im Einsatz gewesen war.
Ab der Saison 1955/56 kehrte für drei Jahre Hennes Weisweiler wieder zum 1. FC Köln als Trainer zurück und zog nach der West-Vizemeisterschaft 1958 in die Endrunde um die Deutsche Fußballmeisterschaft ein. Es war die letzte Runde von Hirche als Aktiver in der Oberliga West. Sein letztes Pflichtspiel in der Oberliga bestritt er am 16. März 1958 bei einem 1:1 bei Preußen Münster als Mittelläufer im damaligen WM-System. In der Endrunde kam er im April/Mai in den Spielen gegen den 1. FC Kaiserslautern (3:0), FK Pirmasens (1:1) und den 1. FC Nürnberg (3:4) nochmals zum Einsatz. Sportlich ragte dabei sein Duell gegen Fritz Walter beim Spiel gegen die Betzenbergelf heraus, als er als linker Außenläufer den Spielmacher der „Roten Teufel“ auf Halbrechts erfolgreich bekämpfte.

### Trainer
Unmittelbar nach Beendigung seiner Spielerkarriere wurde Hirche zur Saison 1958/59 Trainer der FC-Amateurmannschaft, obwohl er noch in dieser Saison dem Ligakader in der Oberliga West angehörte, dort aber nur noch gelegentlich bei Freundschaftsspielen aushalf. In der Jugendabteilung des FC hatte der Defensivallrounder bereits während seiner aktiven Zeit erste Erfahrungen als Trainer gesammelt. In der Saison 1961/62 führte er die FC-Amateure als Meister der Landesliga Mittelrhein, Staffel 2, mit elf Punkten Vorsprung vor Vizemeister Alemannia Aachen Amateure, in die Verbandsliga Mittelrhein. In der Runde 1964/65 folgte die Meisterschaft in der Verbandsliga vor der SG Düren 99 mit Spielern wie Paul Alger, Hans-Jürgen Kleinholz und Franz-Peter Neumann.
Nach dem Engagement bei den FC-Amateuren arbeitete er noch bei diversen kleineren Vereinen wie FC Eintracht Köln, SV Rot-Weiß Zollstock 05 und FC Germania Zündorf 1913 im Raum Köln.
Beruflich war Martin Hirche bis zur Verrentung bei der „Colonia Versicherung“ (heute „AXA-Versicherung“) tätig gewesen.

## Vereine
- 1946–1948 SV Unkel 1910
- 1948–1950 SC West Köln
- 1950–1958 1. FC Köln

## Statistik
- Oberliga West
179 Spiele; 3 Tore
- Endrunde um die deutsche Meisterschaft
8 Spiele
- Westdeutscher Pokal
17 Spiele; 1 Tor
- DFB-Pokal
4 Spiele

## Erfolge
- 1954 DFB-Pokal-Finale